# Jacek Komuda
Jacek Lech Komuda (ur. 23 czerwca 1972) – polski pisarz, z wykształcenia historyk. Autor powieści i opowiadań historycznych osadzonych głównie w realiach Polski sarmackiej.

## Życiorys
Uzyskał tytuł zawodowy magistra historii. Karierę pisarską rozpoczął w 1999 Opowieściami z Dzikich Pól. Wcześniej zadebiutował na łamach „Fantastyki” opowiadaniem Czarna Cytadela. Od 2002 związany z lubelskim wydawnictwem Fabryka Słów, w którym opublikował łącznie około dwudziestu książek. Bohaterem wielu jego opowiadań i powieści jest Jacek Dydyński – małopolski szlachcic-awanturnik. W 2009 rozpoczął cykl powieściowy „Orły na Kremlu”, którego głównym bohaterem jest właśnie Dydyński, a akcja dzieje się podczas wyprawy Dymitra Samozwańca na Moskwę w latach 1604–1606.
W 2009 otrzymał nagrodę im. Leonida Teligi za marynistyczną powieść Galeony wojny. Jego Diabeł Łańcucki był z kolei nominowany do Nagrody Literackiej im. Jerzego Żuławskiego.
Jest współautorem gry fabularnej Dzikie Pola oraz scenariuszy do gier wideo Earth 2160 oraz Deadfall Adventures. Był redaktorem miesięcznika o grach komputerowych „Gamestar”, pracował również w „Clicku!” i „Komputer Świat Gry”. Publikował artykuły historyczne oraz scenariusze i materiały do Dzikich Pól w magazynie Magia i Miecz. Obecnie pisze artykuły do tygodnika konserwatywno-liberalnego Do Rzeczy.
Otrzymał Statuetkę Strażnika Pamięci 2023 w kategorii „Twórca” za „wielką wartość twórczości literackiej dla budzenia i zachowania polskiej pamięci historycznej”. Redakcja „Do Rzeczy” doceniła takie powieści jak „Diabeł Łańcucki” i „Banita” z czasów sarmackich oraz „Hubal”, „Westerplatte” i „Wizna” z czasów drugiej wojny światowej. 
W 2024 został laureatem Nagrody im. Tomasza Merty „Między Literaturą a Historią” .

## Publikacje

### CyklOrły na Kremlu
- Samozwaniec, t. 1 (powieść, Fabryka Słów 2009, ISBN 978-83-7574-039-4)
- Samozwaniec, t. 2 (powieść, Fabryka Słów 2010, ISBN 978-83-7574-174-2)
- Samozwaniec, t. 3 (powieść, Fabryka Słów 2011, ISBN 978-83-7574-513-9)
- Samozwaniec, t. 4 (powieść, Fabryka Słów 2013, ISBN 978-83-7574-870-3)

- Moskiewska ladacznica, Tom I, t. 5 (powieść, Fabryka Słów 2017, ISBN 978-83-7964-257-1)

### Inne powieści i zbiory opowiadań
- Opowieści z Dzikich Pól (zbiór opowiadań, Alfa 1999, ISBN 83-7179-165-8)
- Wilcze gniazdo (powieść, Fabryka Słów 2002, ISBN 83-89011-11-5)
- Opowieści z Dzikich Pól, wyd. zmienione (zbiór opowiadań, Fabryka Słów 2004, ISBN 83-89011-46-8)
- Warchoły i pijanice (książka popularnonaukowa, Fabryka Słów 2004, ISBN 83-89011-40-9)
- Imię bestii (zbiór opowiadań, Fabryka Słów 2005, ISBN 83-89011-73-5)
- Bohun (powieść, Fabryka Słów 2006, ISBN 83-60505-08-X)
- Czarna szabla (zbiór opowiadań, Fabryka Słów 2007, ISBN 978-83-60505-32-8)
- Diabeł Łańcucki (powieść, Fabryka Słów 2007, ISBN 978-83-60505-56-4)
- Galeony wojny, t. 1 (powieść, Fabryka Słów 2007, ISBN 978-83-60505-75-5)
- Galeony wojny, t. 2 (powieść, Fabryka Słów 2008, ISBN 978-83-60505-88-5)
- Czarna bandera (zbiór opowiadań, Fabryka Słów 2008, ISBN 978-83-7574-000-4)
- Herezjarcha (zbiór opowiadań, Fabryka Słów 2008, ISBN 978-83-7574-006-6)
- Banita (powieść, Fabryka Słów 2010, ISBN 978-83-7574-159-9)
- Krzyżacka zawierucha (powieść, Fabryka Słów 2010, ISBN 978-83-7574-264-0)
- Zborowski (zbiór opowiadań, Fabryka Słów 2012, ISBN 978-83-7574-784-3)
- Ostatni honorowy (powieść, Fabryka Słów 2015)
- Hubal (powieść, Fabryka Słów 2016)
- Jaksa (zbiór opowiadań, Fabryka Słów 2018)
- Jaksa. Bies idzie za mną (powieść, Fabryka Słów 2019)
- Westerplatte (powieść, Fabryka Słów 2019)
- Wizna (powieść, Fabryka Słów 2020)
- Zawisza. Czarne Krzyże (powieść, Fabryka Słów 2021)
- Zawisza. Złamany Półksiężyc (powieść, Fabryka Słów 2023)
- Obżartuchy i opilce (przewodnik kulinarno-geograficzno-historyczny, Fabryka Słów 2024)
- Upadek. Jak straciliśmy I Rzeczpospolitą (Fabryka Słów 2025, ISBN 978-83-8375-005-7)

### Opowiadania
- Czarna Cytadela („Nowa Fantastyka” 5/1991)
- Topór i szubienica  („Voyager Almanach Grozy i Fantastyki” 8/1994–1995)
- Veto („Złoty Smok” 1(3)/1995)
- Zapomniana duma („Fenix” 2/1995)
- Trzech do podziału („Nowa Fantastyka” 6/1996)
- Wampiry z Odrzykońskiej („Nowa Fantastyka” 12/1999)
- Tak daleko od nieba („Nowa Fantastyka” 6/1997 oraz antologia Robimy rewolucję, Prószyński i S-ka 2000)
- Nobile verbum („Nowa Fantastyka” 8/2003)
- 36 pięter w dół (antologia Demony, Fabryka Słów 2004)
- Diabeł w kamieniu („Nowa Fantastyka” 10/2004)
- Wilczyca (antologia Niech żyje Polska hura!, t.1, Fabryka Słów 2006)
- Horda („Nowa Fantastyka” 8/2018)
- Mowa nienawiści pokutnika Duki („Nowy Napis Co Tydzień” 14/2019)
- Dalian, będziesz ćwiartowany („Nowa Fantastyka” 7/2020)